# فادي قدورة
فادي أديب فريد قدورة الجيوسي (وُلد في 26 سبتمبر 1980 في رام الله) سياسي فلسطيني–أمريكي، شارك في الانتخابات العامة الأمريكية 2020 ضمن الحزب الديمقراطي وحصل على مقعد في مجلس شيوخ ولاية إنديانا الأمريكية بعدما حصل على نسبة 52.5% من الأصوات في المنطقة 30، ويُعد أول عربي مُسلم يفوز بعضوية مجلس شيوخ إنديانا.

## حياته
وُلد قدورة في الضفة الغربية لوالدين فلسطينيين. هاجر قدورة وهو بعمر 19 سنة لدراسة علم الحاسوب. خسر منزله وعاش فترة صعبة مع عائلته في عام 2005 بعد إعصار كاترينا.
درس قدورة في جامعة نيو أورليانز وحصل منها على درجة البكالوريوس والماجستير في علوم الحاسوب، وحصل من جامعة رايس على درجة الماجستير في الإدارة العامة والإدارة غير الربحية، كما حصل على درجة الدكتوراه في الفلسفة في العمل الخيري والسياسة العامة من جامعة إنديانا - جامعة بوردو إنديانابوليس.
عمل في البحث العلمي في جامعة تكساس وجامعة نيو أورليانز.

## وصلات خارجية
- حول فادي – موقع الحملة الانتخابية